# Arbeitskreis Werkverzeichnis
Der Arbeitskreis Werkverzeichnis ist eine informelle Interessengemeinschaft von Wissenschaftlern, die ein Werkverzeichnis bearbeiten oder nach Fertigstellung betreuen, einen künstlerischen Nachlass pflegen, der oft die Grundlage für die Erarbeitung eines Œuvrekatalogs bildet, oder allgemein zum Genre Werkverzeichnis forschen. Ziel ist es, die Forschenden zu vernetzen und Synergie-Effekte zu nutzen, den Austausch zu fördern und relevante Fragestellungen zu diskutieren.
Der Arbeitskreis wurde 2018 gegründet. Seine Aktivitäten beruhen auf dem ehrenamtlichen Engagement der Mitglieder, die freiberuflich tätig sind oder an einer Institution arbeiten. Die Mitgliedschaft ist kostenfrei. Der Arbeitskreis Werkverzeichnis wird finanziell gefördert durch die Kaldewei Kulturstiftung, Ahlen.

## Hintergrund
Werkverzeichnisse stellen eine eigenständige Gattung innerhalb der kunsthistorischen Literatur dar. Sie sind unentbehrliche Wegbereiter und Begleiter für Wissenschaft und Forschung, für Sammler wie für den Kunsthandel. Sie geben einen systematischen und umfassenden Überblick über das Schaffen von Künstlerinnen und Künstlern und dokumentieren grundlegende Informationen zum jeweiligen Werk. Sie werden zudem für Echtheitsbestimmungen, vorrangig vom Kunsthandel und für Recherchen zur Provenienz konsultiert. Ihr enzyklopädischer und umfassender Charakter unterscheidet Œuvrekataloge von Monografien und Ausstellungs- oder Sammlungskatalogen.
Die Erstellung eines Werkverzeichnisses ist an eine Vielzahl methodischer sowie organisatorischer Herausforderungen geknüpft und erfordert zahlreiche Fähigkeiten und Kenntnisse, die weit über die Ausbildung von Kunsthistorikern hinausgehen. Ohne spezifische Ausbildung und Vorwissen hinsichtlich des Genres selbst werden die ihm innewohnenden, in vielerlei Hinsicht ganz eigenen Gesetzmäßigkeiten gemeistert. Es ergeben sich besondere Anforderungen, die weit über eine bloße Inventarisierung hinausgehen. Neben inhaltlichen Fragen zur Gliederung und zum Format der Überblicksdarstellung ist es nötig, sich mit Aspekten der Echtheitsbestimmung, einschließlich produktions- und labortechnischem Basiswissen, der Provenienzrecherche und juristischen Rahmenbedingungen auseinanderzusetzen. Nicht zuletzt gehören dazu auch das Forschungsdatenmanagement, Recherchereisen, die Bildbeschaffung, die oft zeitaufwendige Ermittlung von aktuellen Standorten und im Idealfall die sich anschließende Prüfung des Objekts im Original. Wer also an einem solchen Großprojekt nicht als Teil eines interdisziplinären Teams arbeitet, dem bleibt bei allem kollegialen Austausch, im Rahmen eines privaten Netzwerks oder etwa innerhalb des Arbeitskreises Werkverzeichnis, zumeist nur, sich als Multitalent zu beweisen.

## Geschichte und Struktur
Die Herausforderungen und die Komplexität der Aufgaben, die an die Erstellung eines Catalogue raisonnés geknüpft sind, führten zur Idee der Gründung eines Arbeitskreises. Im November 2018 fand auf Initiative von Gesa Jeuthe Vietzen, Aya Soika, Anja Tiedemann und Eva Wiederkehr Sladeczek in der Galerie der Gegenwart der Hamburger Kunsthalle ein interdisziplinäres Treffen von Wissenschaftlern statt, die zum Thema Werkverzeichnis arbeiten. Darin wurde der Bedarf nach einer fachlichen Vernetzung artikuliert und der Arbeitskreis Werkverzeichnis offiziell gegründet.
Seitdem gibt es regelmäßig wissenschaftliche Symposien, die relevante Schwerpunktthemen aufgreifen. Spezielle Arbeitsgruppen nehmen sich darüber hinaus notwendiger Desiderate an und teilen ihre Ergebnisse mit den restlichen Mitgliedern bzw. publizieren diese und machen sie so der Allgemeinheit zugänglich. Die Website des Arbeitskreises Werkverzeichnis dient als Präsentationsplattform und ermöglicht den Informationsaustausch. Dort werden an zentraler Stelle Werkverzeichnisse und Nachlässe von Bildenden Künstlern hinterlegt. Nutzer können dort direkt Anfragen zu einem Werkverzeichnisprojekt bzw. Nachlass stellen und werden direkt an den entsprechenden Bearbeiter bzw. Betreuer weitergeleitet.
Als derzeit informelle Interessengemeinschaft hat der Arbeitskreis Werkverzeichnis eine flache Hierarchie und organisiert sich selbst. Jedes Mitglied kann sich jederzeit in jedem Bereich einbringen. Ein Organisationsteam aus Freiwilligen vertrat zunächst die Belange der Gemeinschaft. 2022 wurde bei der Tagung in der Berlinischen Galerie erstmals ein offizielles Sprecherteam auf drei Jahre gewählt: Die Interessen werden seitdem federführend von Jana Diermann, Ingrid Pérez de Laborda und Eva Wiederkehr Sladeczek vertreten. 2024 zählte der Arbeitskreis mehr als 200 Mitglieder.

## Ziele
Der Arbeitskreis Werkverzeichnis richtet sich an Wissenschaftler und soll die fachliche Zusammenarbeit auf dem Gebiet des Genres Werkverzeichnis stärken. Es sollen wissenschaftliche Standards erarbeitet werden. Die Mitglieder engagieren sich für den gegenseitigen fachlichen Austausch auf nationaler und internationaler Ebene, gerade auch in Bereichen, die jenseits der eigenen Expertise liegen. Das Netzwerk nutzt gezielt Synergie-Effekte zur Erörterung fachspezifischer Fragen. Hierbei werden verschiedene Forschungsansätze verfolgt. Es wird untersucht, inwieweit die traditionellen Zielsetzungen eines Werkverzeichnisses sinnvoll erweitert und an sich laufend verändernde Anforderungen und technische Möglichkeiten angepasst werden können. Interdisziplinäre Betrachtungen widmen sich insbesondere der Untersuchung der Schnittstellen mit der Provenienzforschung und den Restaurierungswissenschaften. Sie loten aus, was ein Werkverzeichnis zu leisten vermag, wo seine Grenzen sind und welche Relevanz das Werkverzeichnis heutzutage innerhalb der Kunstwissenschaften überhaupt hat. Ziel ist es, Überlegungen zur Standardisierung von Werkverzeichnissen und Best-Practice-Methoden in der Wissenschaft und der interdisziplinären Arbeit zu etablieren.

## Veranstaltungen
Die Mitglieder des Arbeitskreises treffen sich in der Regel jährlich zu einer ein- bis zweitägigen Tagung. Die Treffen finden überwiegend in Institutionen statt, an denen die Mitglieder angesiedelt sind, und werden flankiert von der Mitgliederversammlung.
- Gründungstagung am 3. November 2018 in Hamburg, Galerie der Gegenwart der Hamburger Kunsthalle
- 2. Tagung am 30. März 2019 in Münster, LWL-Museum für Kunst und Kultur
- 3. Tagung am 15. November 2019 in Wien, Österreichische Galerie Belvedere, zum Thema: Digitale Werkverzeichnisse. Chancen und Herausforderungen
- 4. Tagung vom 15. bis 16. Oktober 2020 in Dresden, Staatliche Kunstsammlungen Dresden, zum Thema: Original! Kopie! Fälschung! Kennerschaftliche, juristische und merkantile Aspekte
- 5. Tagung vom 6. bis 7. Mai 2022 in Berlin, Berlinische Galerie, zum Thema: Künstler*innen-Nachlässe. Von der wissenschaftlichen Erschließung zum Werkverzeichnis
- 6. Tagung vom 10. bis 11. November 2023 in Kochel am See, Franz Marc Museum, zum Thema: Die Zukunft von Werkverzeichnissen. Ihre Rahmenbedingungen und nachhaltige Sicherung
- 7. Tagung vom 20. bis 21. September 2024 in Bonn, Rheinische Friedrich-Wilhelms-Universität, zum Thema: Provenienzen? Muss das sein? Der Werdegang von Kunstwerken in der Werkverzeichnis-Praxis und seine Konsequenzen

## Veröffentlichungen
- Kaldewei Kulturstiftung (Hrsg.): Leitfaden für kunstwissenschaftliche Gutachten, Arbeitskreis Werkverzeichnis Heft 1/2023[1]
- Ingrid Pérez de Laborda, Aya Soika, Eva Wiederkehr Sladeczek (Hrsg.): Handbuch Werkverzeichnis. Œuvrekatalog. Catalogue raisonné, Berlin 2023, ISBN 978-3-11-073887-2
- Lisa Weiß, Susanne Haun, Guillermo Herlt, Stefan Halbscheffel: Datenbank zum Vergleich von Werkverzeichnis-Software, Arbeitskreis Werkverzeichnis[2]